# Ana García Carías
Ana Rosalinda García Carías (sinh ngày 21 tháng 9 năm 1968) 
là một luật sư Honduras luật sư và là Đệ nhất Phu nhân hiện tại của quốc gia.

## Tiểu sử
Ana García Carías sinh ngày 21 tháng 9 năm 1968 tại Tegucigalpa. Bà là con gái thứ hai của cuộc hôn nhân tầng lớp trung lưu giữa osé Guillermo García và Carlota Carías. Các anh chị em của bà là Julia, Lottie và Guillermo. Trong thời thơ ấu bà sống ở Juticalpa, Olancho – nơi sinh của cha bà- và sau đó trở về Tegucigalpa..
Năm 16 tuổi, bà tốt nghiệp Viện Thánh Tâm Tegucigalpa. Bà đã học ở Universidad Nacional Autónoma de Honduras, và tốt nghiệp năm 1991 với bằng về khoa học pháp lý và xã hội với trọng tâm là luật thương mại. Bà đã hoàn thành chương trình sau đại học về quản trị công tại University of Albany vào năm 1995. Năm 2002, bà xuất hiện trước 15 thẩm phán để tham gia kỳ thi với tư cách luật sư và công chứng viên, và được tất cả đồng lòng chấp thuận.
Vào ngày 3 tháng 2 năm 1990, cô kết hôn với Juan Orlando Hernández. Họ có ba con: Juan Orlando, Ana Daniela, và Isabela. Hernández có một con gái, Ivonne, từ một mối quan hệ trước đó..
García Carías là hậu duệ về phía mẹ của bác Sĩ Tiến sĩ và tướng Tiburcio Carías Andino, là tổng thống hiến pháp của Honduras cho Đảng Quốc gia từ năm 1932 để năm 1936, và sau đó nắm quyền lực thông qua chế độ độc tài từ 1936 đến 1949 với sự ủng hộ của Hoa Kỳ..

## Sự nghiệp chính trị
Ana García Carías trở thành Đệ nhất Phu nhân vào ngày 27 tháng 1 năm 2014, sau chiến thắng của chồng bà Juan Orlando Hernández trong cuộc bầu cử tổng thống vào ngày 24 tháng 11 năm 2013. Ông đã đánh bại Xiomara Castro của Liberty and Refoundation Party (người tranh chấp kết quả), Mauricio Villeda của Đảng Tự do, và Salvador Nasralla của Đảng chống tham nhũng.